# Cochem
Cochem – miasto powiatowe w Niemczech, w kraju związkowym Nadrenia-Palatynat, siedziba powiatu Cochem-Zell oraz gminy związkowej Cochem. Usytuowane nad Mozelą. Z liczbą ludności niewiele przekraczającą 5000 jest najmniejszym miastem powiatowym w Niemczech, ale dzięki działającym instytucjom zaliczane jest do średnich ośrodków (Mittelzentrum).

## Położenie geograficzne
Centrum miasta wraz z jego częścią Sehl zlokalizowane są na lewym brzegu Mozeli, natomiast część zwana Cond znajduje się na prawym brzegu tej rzeki.

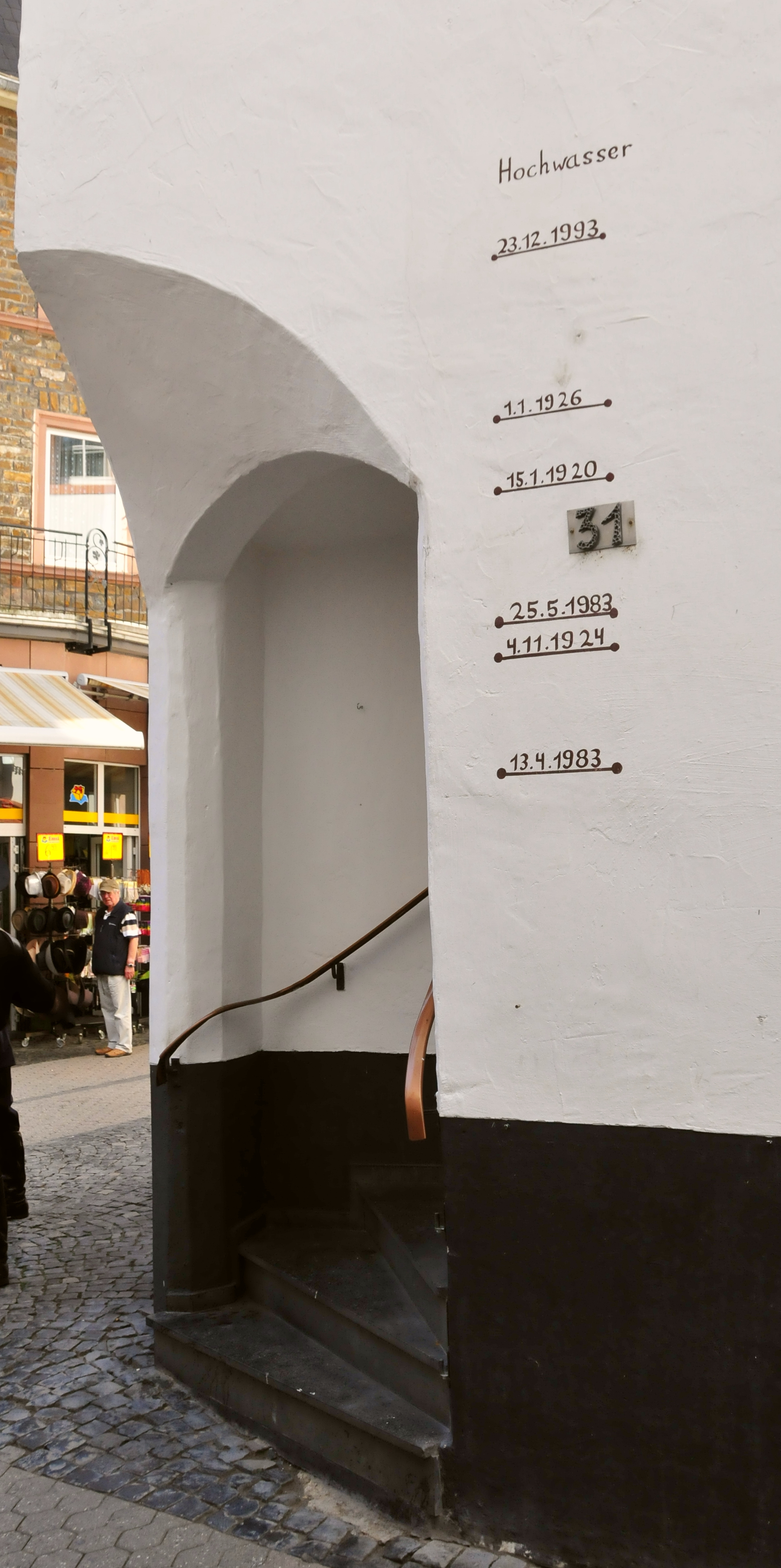
Zaznaczone poziomy wody podczas powodzi

## Powodzie
W okresie zimowym i wiosennym często wody Mozeli wzbierają, występują z brzegów i powodują powodzie. Czasami podczas jednej zimy dochodziło do kilkakrotnych zalewań. Ostatnie najwyższe poziomy wody zanotowano w grudniu 1993 r., styczniu 1995 r. i w styczniu 2003 r. Czasami dla pieszych budowane są kładki umożliwiające mieszkańcom dotarcie do domów i sklepów.

## Historia
Cochem było zasiedlone już w czasach Celtów i Rzymian. W 886 r. pierwszy raz zostało wymienione w dokumencie jako Cuchuma, względnie villa Cuchuma. Wzmianki o zamku Reichsburg pochodzą z XI w. W 1332 r. Cochem otrzymuje prawa miejskie i zostało otoczone murami obronnymi. W latach 1423–1425 miasto nawiedziła dżuma. Do dzisiaj przypomina o niej kaplica St. Rochus pod zamkiem. Wojna trzydziestoletnia poczyniła także szkody, ale najgorszym okresem dla miasta były lata 1688−1689, kiedy Francuzi z twierdzy Mont Royal w Traben-Trarbach pustoszyli dolinę Mozeli. Ostatecznie po zdobyciu zamku Winneburg i jego zniszczeniu, zajęto się oblężeniem Cochem. Po jego zajęciu, wymordowaniu załogi i dużej części mieszkańców miasto wraz z klasztorem kapucynów spalono wraz z zamkiem Reichsburg. Miasto powoli podnosiło się z ruin traktując zniszczone części twierdzy Mont Royal jako źródło materiałów budowlanych. Po Kongresie wiedeńskim miasto przeszło pod władanie Królestwa Prus. W 1866 r. ruiny zamku Reichsburg zakupił pochodzący z Berlina Jacob Frederic Louis Ravené i rozpoczął jego odbudowę wg planów z 1576 r. W tym czasie zbudowano i oddano do użytku tunel im. cesarza Wilhelma I, który do 1987 r. był najdłuższym tunelem w RFN. Od 1 kwietnia 1978 zamek Reichsburg jest własnością miasta Cochem. Po zbudowaniu w 1927 r. mostu nad Mozelą (Skagerrak-Brücke) w 1932 r. - w wyniku reformy - scalono obie miejscowości rybackie Cond i Sehl. W czasie II wojny światowej znaczna część Cochem wraz z mostem uległa zniszczeniu. Most odbudowano w 1949 r. Cochem jest miejscem stacjonowania jednostki lotnictwa myśliwsko-bombardującego, co doprowadziło w 1956 r. do rozbudowy Cochem-Brauheck.

## Warto zobaczyć
- zamek Reichsburg
- brama Enderttor, jedna z trzech zachowanych bram miejskich
- brama Balduinstor, jedna z części murów obronnych, których są zachowane dalsze części
- Pinnerkreuz (punkt widokowy na Cochem i Reichsburg)
- kolejka krzesełkowa na Pinnerkreuz
- kościół parafialny St. Martin
- kościół ewangelicki
- historyczne domy o konstrukcji szachulcowej na starym mieście
- promenada nad Mozelą
- bunkier Banku Federalnego (Bundesbankbunker Cochem) (w latach 1964−1988 tajnie składowano tutaj do 15 miliardów marek)
- klasztor kapucynów w Cochem, od 1998 r. po renowacji Centrum Kulturalneseit 1998 Kulturzentrum
- tunel im. Cesarza Wilhelma I
- brama Martinstor (wcześniej służyła jako brama do pobierania opłat, w tym celnych)

## Turystyka
Turystyka jest ważnym źródłem dochodów miasta. W końcu XIX w. przybyło wielu malarzy zachwyconych pięknem doliny Mozeli. Turystyka masowa rozwinęła się w latach dwudziestych XX w.
Miasto umożliwia skorzystanie z trasy pieszej przebiegającej przez miasto Moselsteig otwartej w 2014 r. o długości 365 km, biegnącej między Perl przez Trewir, Bernkastel-Kues, Traben-Trarbach, Zell (Mosel) do Koblencji. szczególnie godne polecenia w tzw. „Ferienland Cochem“ odcinek Neef - Ediger-Eller (długość: 11,0 km), Ediger-Eller - Beilstein (długość: 18,0 km), Beilstein - Cochem (długość: 14,0 km), Cochem - Treis-Karden (długość: 23,5 km) i Treis-Karden - Moselkern (długość: 12,5 km).
Przez miasto wiedzie także malownicza trasa rowerowa Moselradweg od Perl do Koblencji o długości 248 km wzdłuż brzegów Mozeli.

## Galeria

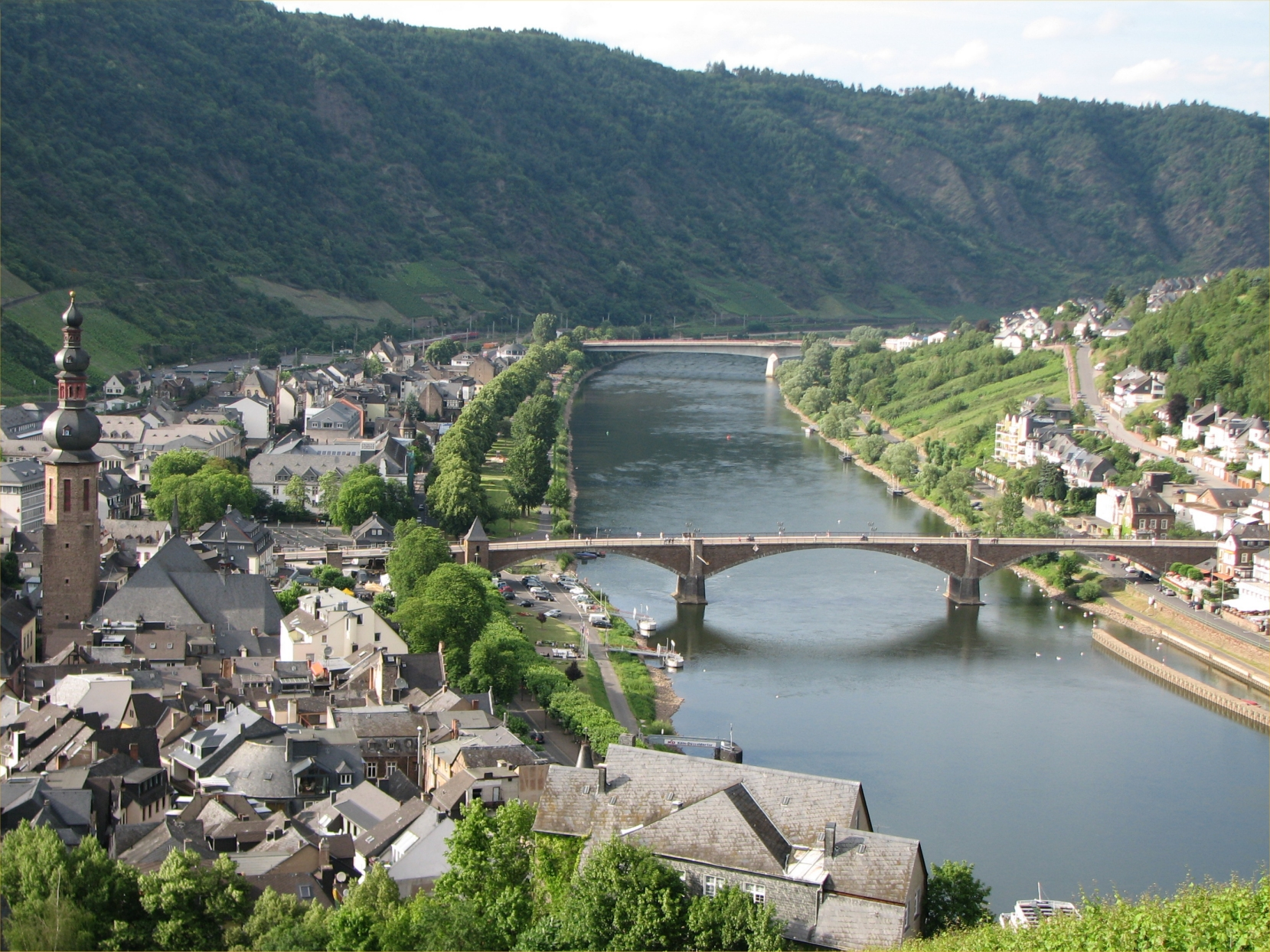
Cochem
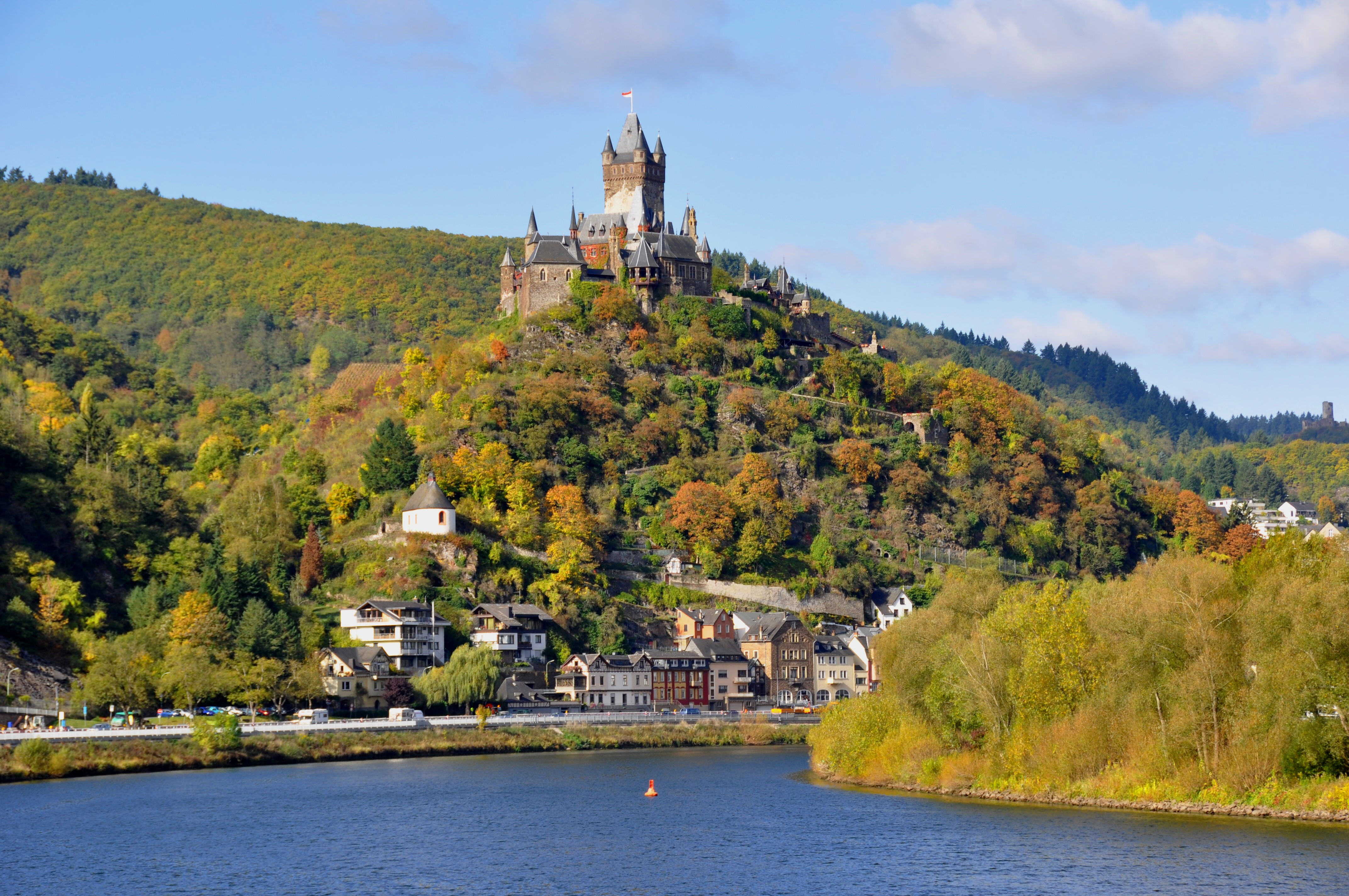
Reichsburg Cochem
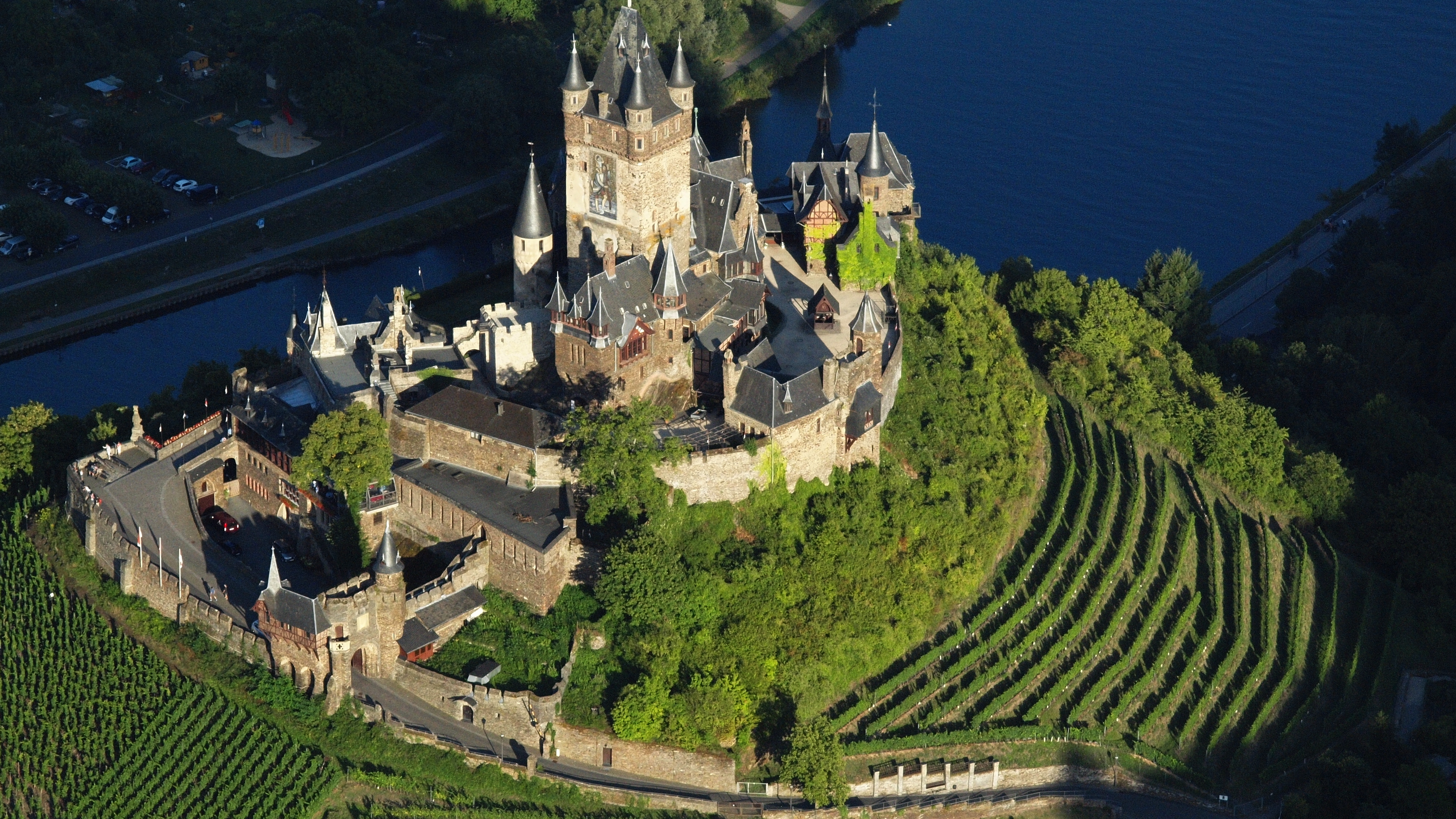
Reichsburg Cochem
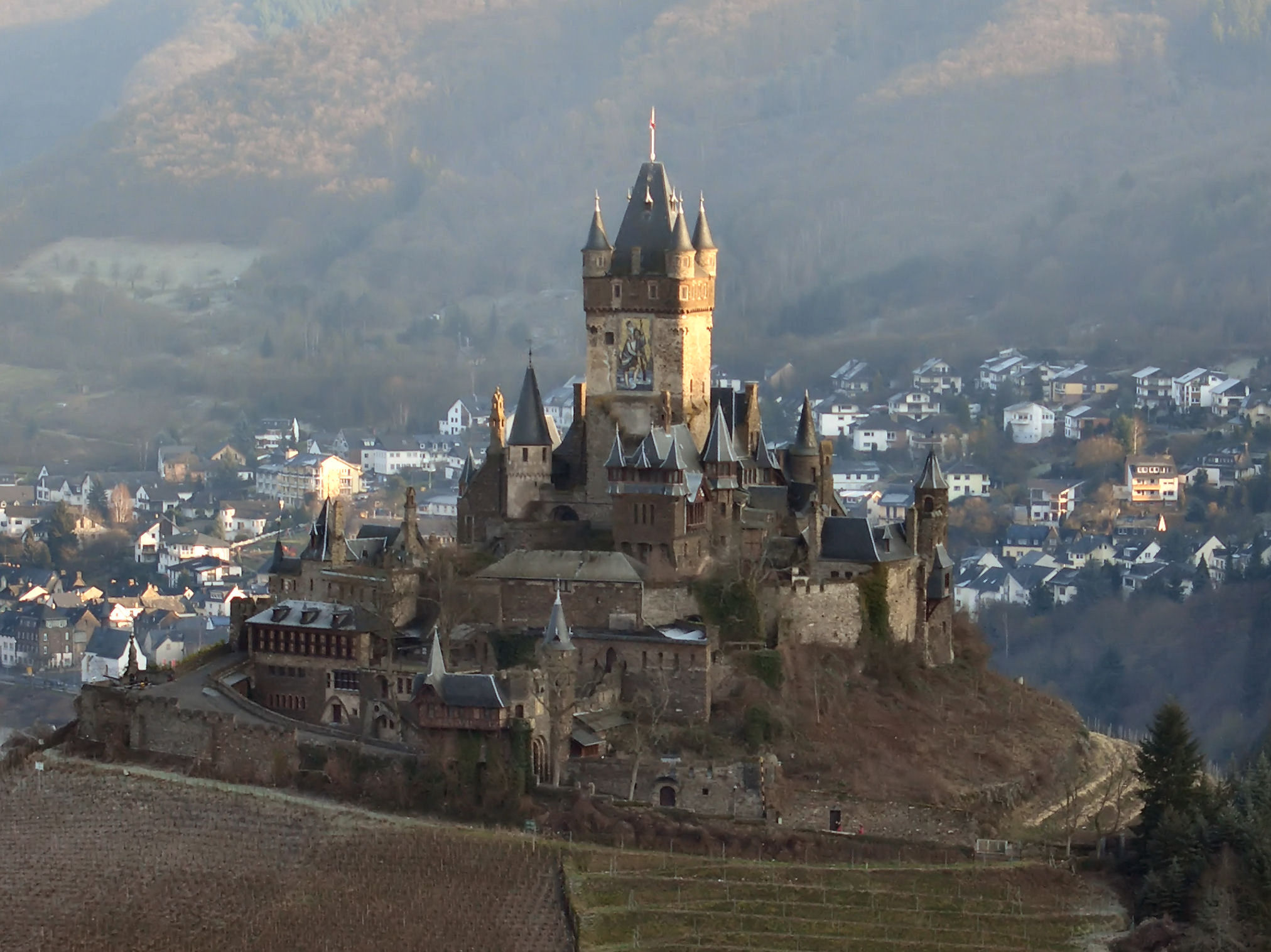
Reichsburg Cochem
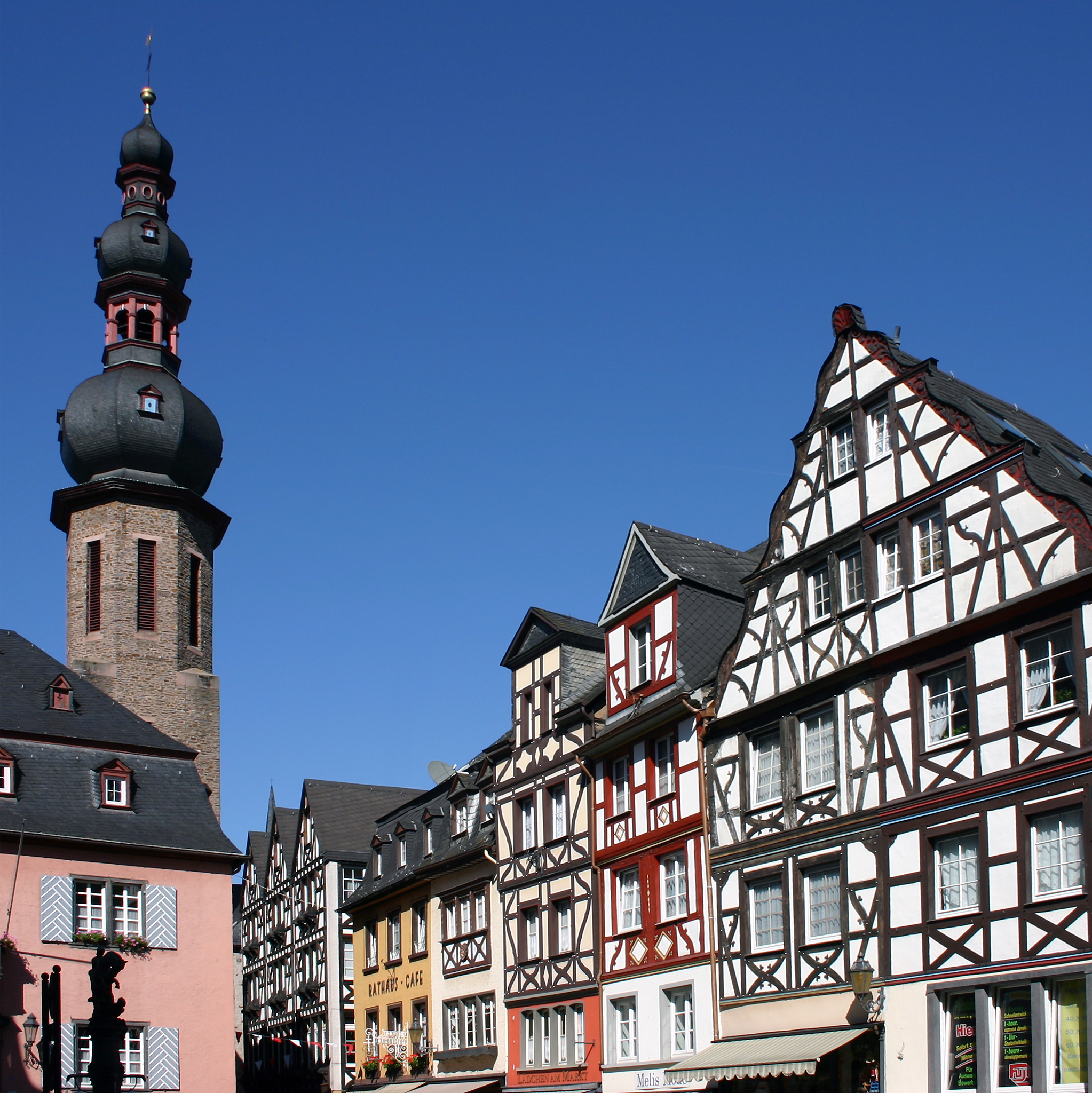
Domy szachulcowe w rynku Cochem
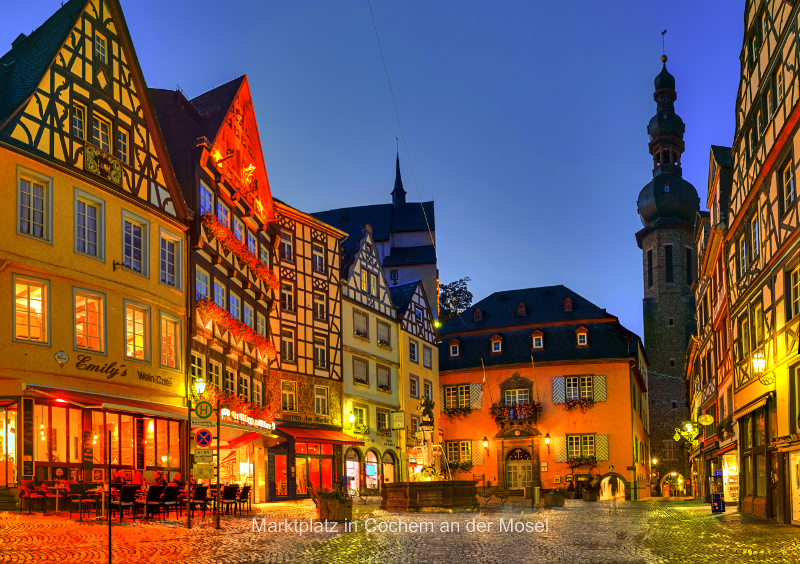
Rynek wieczorem
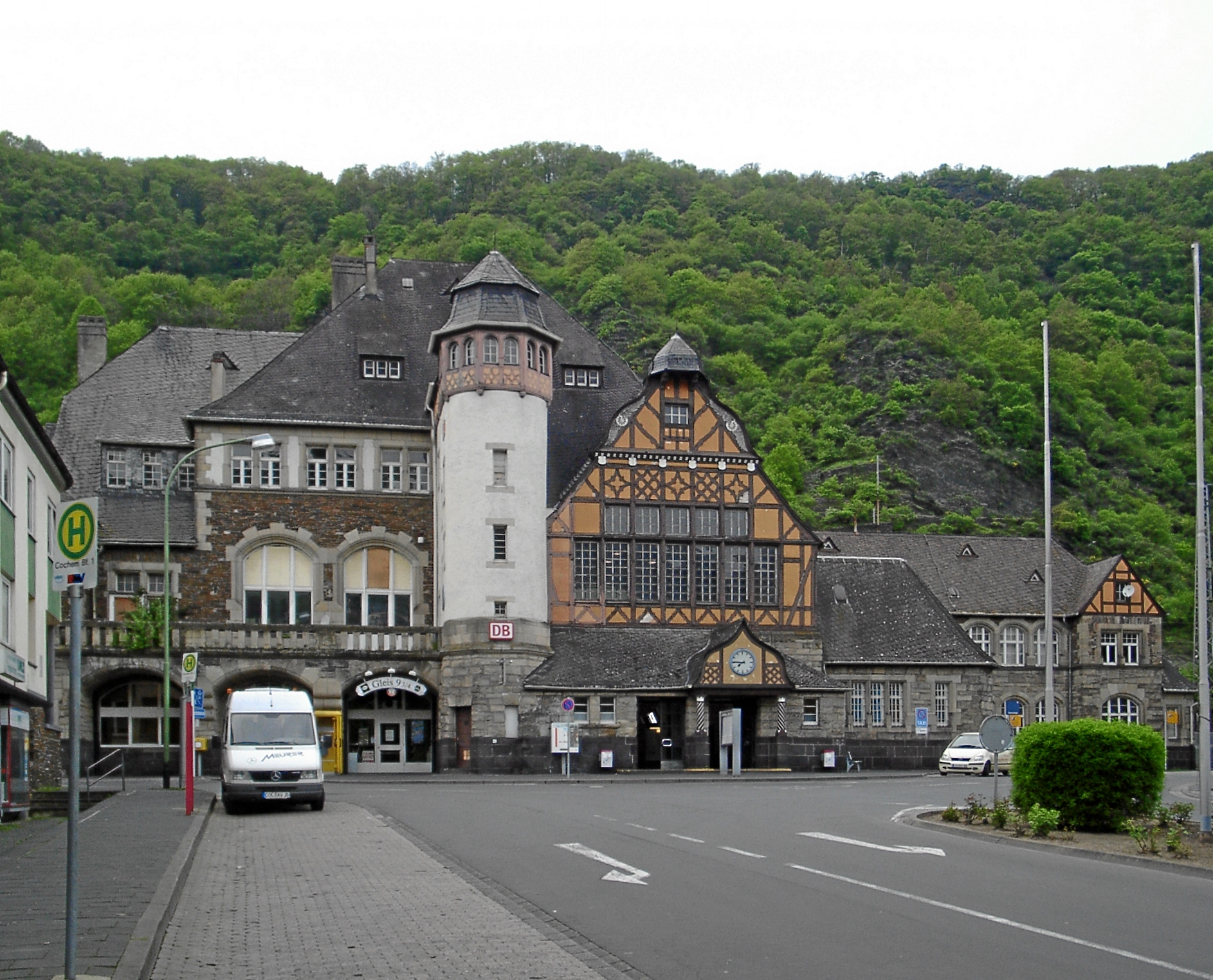
Dworzec kolejowy
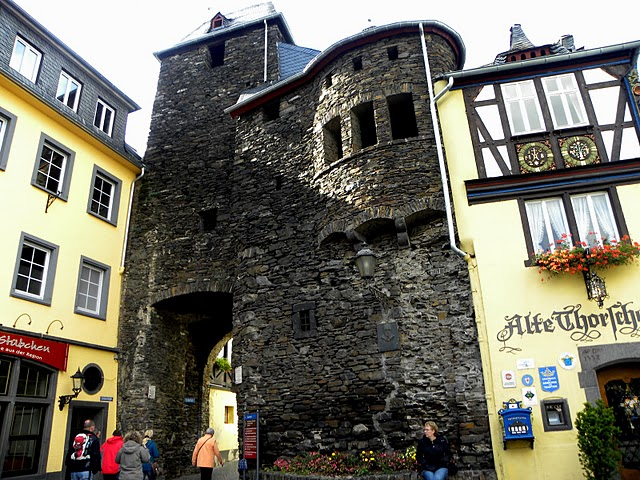
Brama Enderttor z XIV w. w Cochem
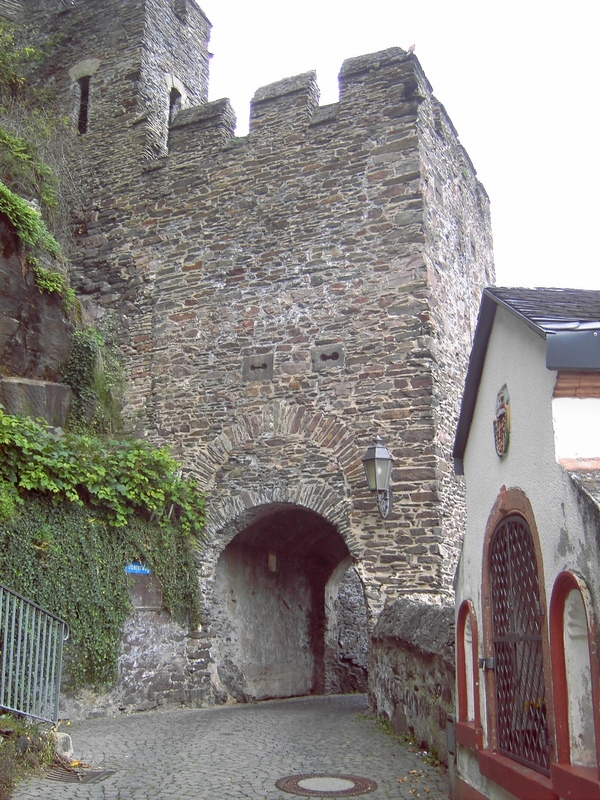
Brama Martinstor z Heiligenhäuschen na pierwszym planie po prawej